# Johnny Juzang
Jonathan Anh Juzang, né le 17 mars 2001 à Los Angeles en Californie, est un joueur américain de basket-ball évoluant au poste d'arrière.

## Biographie

### Carrière universitaire
Entre 2019 et 2020, il évolue pour les Wildcats du Kentucky.
Entre 2020 et 2022, il joue pour les Bruins de l'UCLA où il atteint les demi-finales du Final Four de la March Madness 2021, les Bruins s'inclinent face aux Bulldogs de Gonzaga malgré les 29 points de Juzang.

### Carrière professionnelle

#### Jazz de l'Utah (2022-2025)
Le 15 juillet 2022, bien que non drafté, il signe un contrat two-way en faveur du Jazz de l'Utah.
En juillet 2023, son contrat two-way est renouvelé.
En août 2024, il signe un contrat de quatre saisons avec le Jazz.
Il est coupé à l'été 2025.

## Palmarès

### Universitaire
- Third-team All-American – NABC en 2022
- First-team All-Pac-12 en 2022
- Second-team All-Pac-12 en 2021

## Statistiques

### Universitaires
| Saison    | Équipe   | Matchs | Titul. | Min./m | % Tir | % 3pts | % LF | Rbds/m. | Pass/m. | Int/m. | Ctr/m. | Pts/m. |
| --------- | -------- | ------ | ------ | ------ | ----- | ------ | ---- | ------- | ------- | ------ | ------ | ------ |
| 2019-2020 | Kentucky | 28     | 2      | 12,3   | 37,7  | 32,6   | 83,3 | 1,90    | 0,30    | 0,20   | 0,10   | 2,90   |
| 2020-2021 | UCLA     | 27     | 26     | 32,3   | 44,1  | 35,3   | 87,7 | 4,10    | 1,60    | 0,80   | 0,30   | 16,00  |
| 2021-2022 | UCLA     | 30     | 29     | 31,8   | 43,2  | 36,0   | 83,5 | 4,70    | 1,80    | 0,70   | 0,10   | 15,60  |
| Carrière  | Carrière | 85     | 57     | 25,5   | 43,1  | 35,2   | 85,3 | 3,60    | 1,20    | 0,60   | 0,20   | 11,60  |

### Professionnelles

#### Saison régulière
| Saison    | Équipe   | Matchs | Titul. | Min./m | % Tir | % 3pts | % LF | Rbds/m. | Pass/m. | Int/m. | Ctr/m. | Pts/m. |
| --------- | -------- | ------ | ------ | ------ | ----- | ------ | ---- | ------- | ------- | ------ | ------ | ------ |
| 2022-2023 | Utah     | 18     | 0      | 12,9   | 33,7  | 23,8   | 50,0 | 2,20    | 0,40    | 0,20   | 0,20   | 4,80   |
| 2023-2024 | Utah     | 20     | 5      | 18,6   | 46,4  | 41,6   | 71,4 | 1,80    | 1,20    | 0,20   | 0,10   | 7,20   |
| 2024-2025 | Utah     | 64     | 18     | 19,8   | 42,9  | 37,6   | 84,9 | 2,90    | 1,10    | 0,60   | 0,10   | 8,90   |
| Carrière  | Carrière | 102    | 23     | 18,4   | 42,1  | 36,3   | 80,3 | 2,50    | 1,00    | 0,50   | 0,10   | 7,90   |